# Axelvolds gård
Axelvolds gård är ett gods i Axelvold i Svalövs socken och Svalövs kommun. Godset har ägts och förvaltats av släkten Wachtmeister sedan 1699. 

Nuvarande huvudbyggnaden uppfördes 1848 efter ritningar av CG Brunius. Två flyglar är från 1790-talet. De har ändrats för att stämma överens med huvudbyggnadens stil.

## Omgivningarna
Det var ett naturskönt landskap som omgav gården. Genom vallar skapades ett sammanhängande system av dammar. Beskrivningen från Skånska Herrgårdar (1852–1863): ”Gården är belägen på ett upphöjdt näs, på tre sidor omgifvet af en mindre sjö, som är bildad genom fördämningar. En krans af ek- och bokskogar, dels nära inpå gården, dels på något afstånd, omgifver den och bidrager att höja täckheten af dess belägenhet.”
Torrläggningar och uppodling under 1800-talet gjorde att detta landskap försvann. Många småbruk skapades som gav försörjning åt en växande befolkning. Detta småskaliga jordbruk försvann i 1900-talets jordbruksrationaliseringar. Skognäbben som omnämnes 1579 är utraderat och en del av arealen planterad med energiskog. Hela Bjärnarp är ett hjorthägn, och en del av markerna där Sveriges första skördetröska rullade är omställningsmark.

## Axelvolds historia

### Släkten Viffert
Godset anlades på 1500-talets slut av riksrådet Axel Tønnesen Viffert, som uppkallade gården efter sig själv. 1564 erhöll han Svalöv som pantlän och förvärvade senare inom denna socken gårdar, av vilka han bildade sin huvudgård Axelvold. I det från Duveke komna Axelvolds godsarkiv börjar åtkomsthandlingarna 1579 då Fredrik II genom byte frånhände sig några gårdar i Svalövs socken till Axel Wiffert på Axelvold. Av brevet  framgår, att ”Axel Wiffert till Axelwold” mot en del arvegods på bland annat Fyn bytte till sig följande kronogods, som utgjorde nyförvärvade före detta ”klostergårdar” i Svalövs socken i Rönnebergs härad: Schouffnebbe (Skognäbben), bebott av Anders Nielsen, Store Schouffgaard (St Skogsgård), bebott av Peder möllare, Lilla Schoffgaard, bebott av Rasmus Jude, uti Källstorp 1 gård, vilken beboddes av Anders Aagesen, i Karatofta 4 gårdar, vilka beboddes av Hans Pedersen, Söffren Lauritzen, Peder Hvid och Jens Pedersen, i Munkagårda 4 gårdar, vilka beboddes av Gudmund Nielsen, Troels Olsen, Oluff Truelsen och Michell Rasmusen, i Lönstorp 1 gård, vilken beboddes av Espern Andersen och Lönstorps vädermölla som då var öde. 
1579 bytte Axel Viffert också till sig det närbelägna Möllarp i Kågeröds socken från sin framlidna hustrus brorson Severin Jernskägg, och lämnade i utbyte Skottorp, som var den senares fädernegård. Axelvold och Möllarp kom därefter under långa tider att ha gemensam ägare. Viffert dog 1580 som länsherre på Malmöhus och gravlades i Lunds domkyrka. Han efterträddes då av sin bror Corfitz Viffert, vars huvudgård var Tybrind i Jylland. Han efterträdde brodern som länsherre på Malmöhus 1580-1591.1581 blev han riksråd och innehade 1585-89 landsdomarämbetet i Skåne. Han dog 1592. Corfitz Viffert var döttrarnas förmyndare. Det är osäkert on Axel Viffert han bebygga Axelvold före sin död. 

### Släkterna Ulfstand och Urne.
Axel Viffert hade i sitt andra gifte med Anne Krabbe tre döttrar. De var omyndiga vid hans död. Vid arvskiftet 1582 tillföll Axelvold och Möllarp dottern Else Viffert. Hon ingick äktenskap  med Melchior Ulfstand. Denne köpte 1610 till Duveke av Laxmand Gyldenstierna. Melchior Ulfstand efterträddes.  han dog 1617, av makarnas son Axel Ulfstand som dog 1634. Han hade dessförinnan sålt Dufveke till Tage Thott Andersen. Med Axel Ulfstand dog ätten Ulfstand  ut. Hans arvtagare var dottern Anne, först gift med Frederik Below, och sedan med Knud Axelsen i uradelsätten Urne som dog 1670. 
Axelvold och Möllarp övergick då till Anna Ulftands och Knud Urnes söner Frederik, Wulf Hieronymus, Jörgen och Axel Urne, som hade dåliga affärer och pantförskrev gårdarna. Panten övertogs sedan av Knud Thott på Knutstorp, som 1691 köpte gårdarna. De återköptes några år senare av Jörgen Urne. J.C. Barfod skriver om bröderna Urne, att de "voro så släta hushållare, att de sålde all egendomen och den siste dog i största fattigdom i ett gatehus i Kågeröds by, vilket herrskapet på Knutstorp av nåd och barmhärtighet lät honom bebo".

### Släkten von Linde
1699 köptes Axelvold av major Isak von Linde, vilken 1702 inköpte även Möllarp  efter Jöran Urnes död. Efter hans död 1708 ägdes de båda godsen av änkan Margareta von Linde, född Nordsten. Hennes make och tre av sönerna hade deltagit i Karl XII:s fälttåg mot Polen och Ryssland, där både maken och en son stupade och de andra två sönerna tillfångatogs. Hon bosatte sig 1712 på Möllarp och överlät skötseln av Axelvold till sonen major Oluf Albrecht von Linde. När hans bror ryttmästare Johan Lorentz von Linde 1722 återvände från fångenskap i Ryssland, blev det han som fick överta gårdens skötsel, eftersom hans bror, Karl Johan von Linde, som annars stått i tur, dött i fångenskapen 1715. Den åldriga fru Margareta fick 1739 uppleva även sin yngste sons bortgång. Hon avled året därpå, 87 år gammal. Den siste kvarlevande av hennes söner, Johan Lorentz von Linde, vilken liksom sina bröder var ogift, stiftade ett fideikommiss av Axelvold och Möllarp till förmån för Otto Adrian Berg, som var son till hans syster Beata Elisabet i hennes äktenskap med fortifikationsofficeren Stefan Valter Berg.

### Släkten Berg von Linde
Efter Johan Lorentz von Lindes död 1752 övergick de båda godsen till fortifikationsofficeren  Otto Adrian Berg von Linde, som föregående år adlats med detta namn. Efter äktenskap med Eva Charlotta Ulfvenklou. bosatte det äkta paret  sig på Möllarp. Han dog 1768 på Axelvold. Efterträdaren blev sonen Henrik Walter Berg von Linde, gift med Maria född von Otter. Byggnaderna på Axelvold var i dåligt skick och Barfod skriver  i Märkvärdigheter rörande Skånska Adeln beträffande corps de logiet "att ingen kunde utan livsfara gå under dess tak". Den nye godsherren upprustade därför gården. 1776 till 1779 uppfördes tre grundmurade ladugårdsbyggnader i gråsten, och 1793 till 1799 byggdes de bäda flyglarna som var inrättade som dels bostad, dels för tjänstefolk och kök. Henrik Valter Berg von Linde slutade 1793 som major, för att ägna sig åt skötseln av sina gårdar. På Axelvold drev han ett stort stuteri. 1797 inköpte han Duveke och bosatte sig sedan där. Vid sin död 1834 hade han utökat godsets jordegendomar lokalt men även i Kalmar län, där han ägde Björnö och Stävlö. Kläckeberga i Kalmar län. Godsen  i Kalmar var arv efter modern. Vid  hans arvskiftet ingick i kvarlåtenskapen: Axelvold-Möllarps säteri med tillhörande hemman, Duveke och Bulstofta säterier med tillhörande hemman, Svalövsgården, Kjällstorp, Lönnstorp, Karatofta, Bjernarp, Tarstadgården, Arnåkra, Loarp och Pålstorp. 
Axelvold-Möllarps fideikommiss övergick till sonen major Otto Salomon Berg von Linde. Han lät 1848 bygga om Axelvold genom att skapa en ny huvudbyggnad och ändra de båda flyglarna från 1790-talet så att de passade i stilen. Han odlade upp stora förut inte odlade arealer.Han dog 1860 och då upphörde fideikommisset. Axelvold övertogs till sonen Johan August Berg von Linde. 1876 tillföll godset hans broder Gustaf Michael Sigfrid Berg von Linde. 1891 såldes avelsgården Möllarp ifrån.
Sigge Berg von Linde ägde Axelvold 1876- 1906.1906 köptes Axelvold av Henrik Walter Berg von Lindes sonsons son Johan A.A. Berg von Linde, som tidigare innehaft Duveke. 1921 övertogs Axelvold av Johan W. Berg von Linde den äldres andre son Axel Albert Berg von Linde, gift med Märtha Kinch. Han ägde gården 1921 till 1961. Albert Berg von Linde på Axelvolds gård i Skåne importerade Sveriges första skördetröska 1928. Paret hade bara en dotter Ebba Berg von Linde född 1928. Sedan officeren Isak von Linde köpte godset 1699 och därefter förblev det i hans ättlingars ägo fram till 1961, då medlemmar av släkten Wachtmeister ärvde godset.

### Wachtmeister
1961 tillföll egendomen deras dottersöner Claus, Albert och Jesper Wachtmeister. Nuvarande ägare är greve Claus Wachtmeister. Axelvold är särskilt känt för sin storartade trädgårdsanläggning, som ofta beskrivs i facklitteraturen. Säteriet är inte tillgängligt för allmänheten. Lantbruket utgör fortfarande godsets ekonomiska stomme. Axelvolds lantbruksdrift består av tre gårdar: Axelvold samt de två söderut belägna plattgårdarna Halmstadgården, skapad vid enskiftet i Halmstad by 1827 och Tarstadgården i Tirup. Tillsammans har de tre gårdarna runt 900 hektar åkermark. Maskinbasen finns på Halmstadgården. Till detta tillkommer runt 200 hektar skog och annan mark. Skogsbruk, vindkraftverk, jakt, konferens, trädgård, park och  hyresverksamhet är andra inkomstkällor för godset.

## Patronatsrättigheter
Enligt resolution den 15 oktober 1760 tilläts överstelöjtnanten Berg von Linde att ”tillbyta sig jus patronatus till Svalufs pastorat mot hans innehavande patronrättighet till Konga pastorat”. Axelvolds ägare blev kyrkans patronus i Svalöv, och som sådan ägde han att uppbära kyrkans inkomster, svara för dess underhåll och tillsätta (och avlöna) präst. Denna patronatsrätt upphörde 1881 efter långvarigt processande om underhållet av Svalövs kyrka.

## Avbildningar
Sigfrid Rålamb målade i slutet av 1700-talet en akvarell av Axelvold. Bilden visar en miljö som påminner om dagens gård. Porthusen finns kvar och fick sina halmtak utbytta först under efterkrigstiden.
Frank Richardt tecknade gården 1852 mot dammen (Se Erik Forslid Svalövs historia del 3 sidan 109)

## Namnet och arkiv
Namnet skrevs 1578 Axeluol. Efterleden är den danska skriftformen av vall, här troligen använd för att efterhärma äldre slottsnamn. Förleden innehåller mansnamnet Axel efter grundaren Axel Tønnesen Viffert..
Axelvold har ett välbevarat godsarkiv som täcker gårdens historia genom seklerna.